# 골반염
골반염(骨盤炎, pelvic inflammatory disease, pelvic inflammatory disorder, PID)은 여성의 생식 기관의 상부인 자궁, 나팔관, 난소, 그리고 골반 내부로 미치는 감염이다. 골반 염증 질환(骨盤炎症疾患), 골반 염증성 질환(骨盤炎症性疾患), 골반염증(骨盤炎症)이라고도 한다. 증상이 없는 경우도 종종 있다.

## 증상
골반염의 증상은 아예 없을 수도 있고 정도가 극심할 수도 있다. 증상이 있을 경우 발열, 자궁경부 운동 압통, 아랫배 통증, 성교통, 자궁 압통, 자궁부속기 압통, 극심한 스트레스 비정기적인 생리가 보고될 수 있다.

## 병인
트라코마 클라미디아와 임균이 일반적으로 골반염의 주 병인이다. 데이터에 따르면 골반염은 종종 다균성이다.
성교를 해본 적이 없다고 주장하는 사람들에게서 희귀 골반염 질환이 발전하는 사례들이 존재한다.

### 수반되는 병균
- 트라코마 클라미디아
- 임균
- en:Prevotella spp.
- en:Streptococcus pyogenes
- en:Prevotella bivia
- en:Prevotella disiens
- en:Bacteroides spp.
- en:Peptostreptococcus asaccharolyticus
- en:Peptostreptococcus anaerobius
- en:Gardnerella vaginalis
- 대장균
- en:Group B streptococcus
- α-hemolytic streptococcus
- 포도상구균
- en:Atopobium vaginae
- en:Acinetobacter spp.
- en:Dialister spp.
- en:Fusobacterium gonidiaformans
- en:Gemella spp.
- en:Leptotrichia spp.
- en:Mogibacterium spp.
- en:Porphyromonas spp.
- en:Propionibacterium acnes
- en:Sphingomonas spp.
- en:Veillonella spp.[14]
- en:Mycoplasma genitalium[15]
- Mycoplasma hominis
- 미코플라스마과 spp.[12]

## 진단

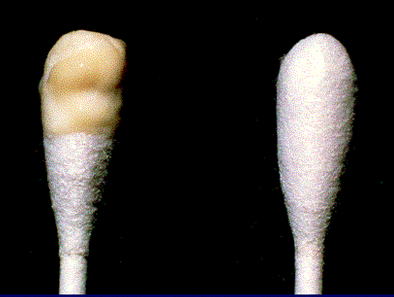
Mucopurulent cervical discharge seen on a Q-tip

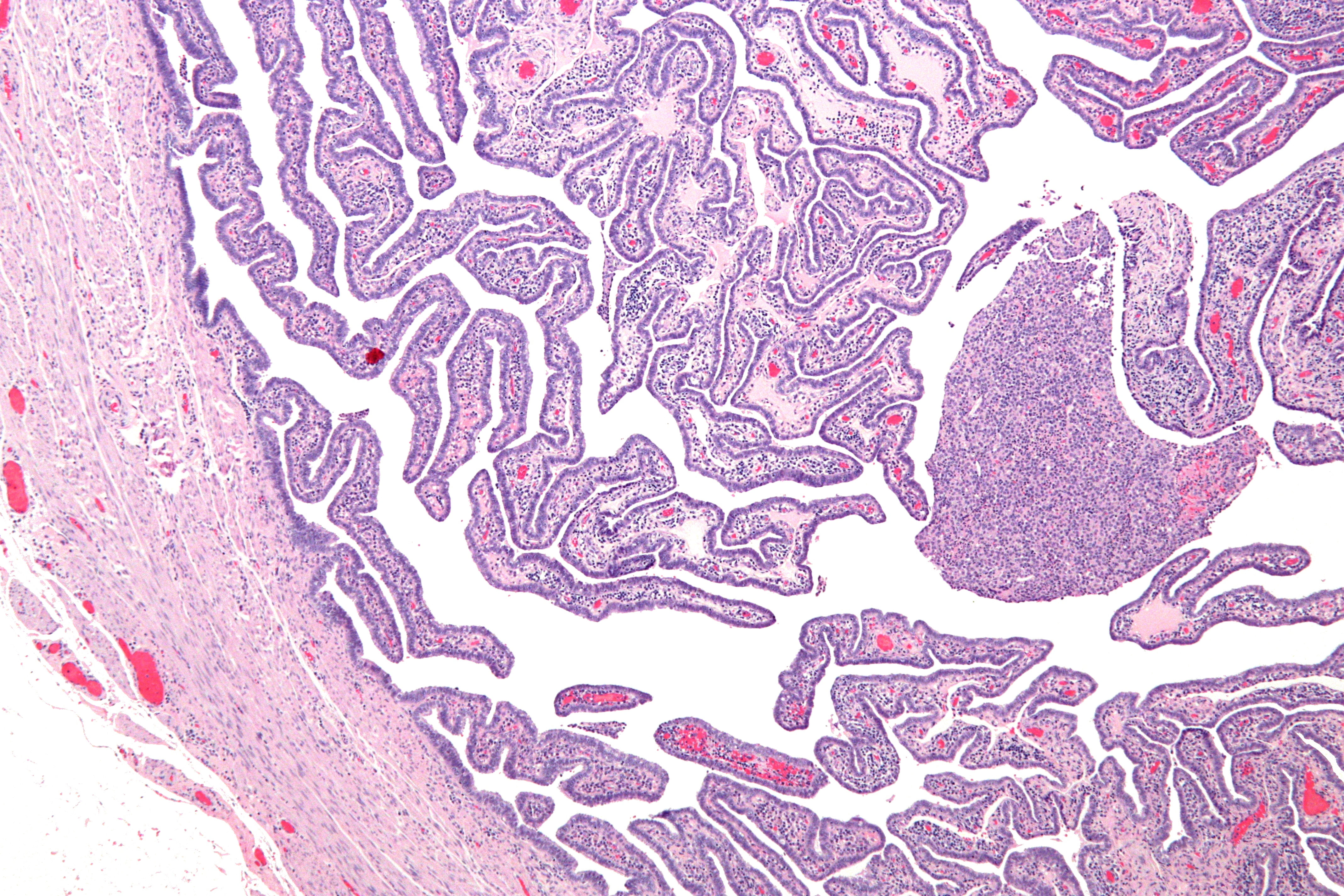
Micrograph of salpingitis – a component of pelvic inflammatory disease. H&E stain.

일반적으로 트라코마 클라미디아(Chlamydia trachomatis)와 임균(Neisseria gonorrhoeae)이 PID의 주요 원인이다. 데이터는 PID가 종종 다균임을 시사한다. 격리 된 혐기성 미생물과 통성 미생물이 상부 생식기관에서 얻어졌다. N. gonorrhoeae는 난관으로부터 분리되었으며, 통각과 혐기성 유기체는 자궁 내막 조직으로부터 회수되었다.
여성 생식 기관의 내 조직 및 조직의 해부학 적 구조는 병원균이 질에서 저심까지 침범하여 골반강으로 상승하는 경로를 제공한다. 세균성 염증과 관련된 자연 발생하는 질 미생물의 교란은 PID의 위험을 증가시킨다.
N. 임질 및 C. 트라코마미스는 가장 흔한 병원이다. 가장 드문 것은 혐기성 균 및 통각 성 유기체에 의한 독점적 인 감염이었다. 클라미디아 (Chlamydia)와 나이 세리아 (Neisseria)가 회수 된 환자의 50 %에서 혐기성 세균 및 통각 박테리아가 또한 분리되었다. 따라서 혐기성 박테리아와 통각 박테리아가 PID 환자의 거의 2/3의 상부 생식기에 존재했다. PCR 및 혈청 검사는 자궁 내막증, PID 및 난관 인자 불임과 함께 극도로 까다로운 생체와 관련이 있다. PID와 관련된 미생물은 다음과 같다.
드물게 PID의 경우는 결코 성관계를 한 적이 없다고 말한 사람들에게서 나타났다.
골반 검사시 자궁 경부 운동, 자궁 또는 부속기 압통이 경험된다. Mucopurulent cervicitis 및 / 또는 요도염이 관찰 될 수 있다. 심한 경우에는 복강경 검사, 복강 내 박테리아 채취 및 배양, 조직 생검과 같은 더 많은 검사가 필요할 수 있다.
Laparoscopy는 Fitz-Hugh-Curtis perihepatitis 및 존재할 수 있는 다른 농양의 특징 인 "바이올린 문자열"의 유착을 시각화 할 수 있다.
초음파, 컴퓨터 단층 촬영 (CT), 자기 영상 (MRI)과 같은 다른 영상 방법은 진단에 도움이 된다. 혈액 검사는 적혈구 침강 속도 (erythrocyte sedimentation rate, ESR), C 반응성 단백질 (CRP) 수준, 클라미디아 및 곰팡이 성 DNA 탐침과 같은 감염의 존재를 확인하는데도 도움이 될 수 있다.
핵산 증폭 검사 (NAAT), 직접 형광 검사 (DFA) 및 효소 결합 면역 흡착 검사 (ELISA)는 현재 존재하는 특정 병원체를 식별 할 수 있는 매우 민감한 검사이다. 항체에 대한 혈청 검사는 건강한 사람의 미생물 존재가 항체가의 수준을 해석하는 것을 혼란스럽게 할 수 있기 때문에 유용하지는 않다. 항체 수치는 감염이 최근인지 장기인지를 나타낼 수 있다.
결정적인 기준에는 자궁 내막염, 두꺼운 패혈증 성 관 또는 복강경 소견의 조직 병리학 적 증거가 포함된다. 그람 염색 / 번짐은 희귀하고, 비정형이며, 더 심각한 유기체의 확인에 결정적인 역할을 한다. 이전 PID의 복강경 증거가있는 환자의 3 분의 2는 PID가 있다는 것을 알지 못했지만 무증상 PID조차도 심각한 해를 입힐 수 있다.
복강경 식별은 난관 질환을 진단하는 데 도움이 된다. 추정 된 PID를 가진 환자에서 65 ~ 90 % 양성 예측치가 존재한다.
부인과 초음파에서 발견된 잠재적 인 발견은 난소 형성이없는 부종이 있고 확장 된 골반 구조 인 난관 난소 복합체이다.

## 다른 진단
맹장염, 자궁외 임신, 출혈 또는 파열 난소 낭종, 난소 염전, 자궁 내막증 및 위장염, 복막염 및 세균성 질염을 비롯한 여러 가지 다른 원인이 유사한 증상을 유발할 수 있다.
골반 염증성 질환은 감염의 과거력, 최근 성적 접촉, 최근 월경 시작 또는 자궁 내 장치 (IUD)가 있거나 성병이 성병에 걸린 경우에 재발 할 확률이 더 높다.
최근 성관계가 일어나지 않았거나 IUD가 사용되지 않을 때 급성 골반염이 발생할 확률은 매우 낮다. 민감한 혈청 임신 검사는 일반적으로 자궁외 임신을 배제하기 위해 얻어진다. Culdocentesis는 골반 패혈증 (난소염, 골반 농양 파열, 충수 파열)에서 hemoperitoneum (자궁외 임신 또는 출혈 낭종)을 구별한다.
골반 초음파와 질 초음파는 PID 진단에 도움이 된다. 감염 초기에는 초음파가 정상적으로 보일 수 있다. 질병이 진행됨에 따라 비특이적 인 결과로는 자유 골반액, 자궁 내막 비후, 자궁강 확장, 유체 또는 가스가 포함될 수 있다. 어떤 경우에는 자궁과 난소의 경계가 뚜렷하지 않은 것처럼 보인다. 소낭의 수가 증가하는 난소의 확대는 PID와 관련이있다.
복강경 검사는 골반 염증성 질환을 진단하는데 드물게 사용된다. 또한, 난관의 미묘한 염증을 감지하지 못할 수도 있으며, 자궁 내막염을 발견하지 못한다. 그럼에도 불구하고 진단이 확실하지 않거나 48 시간 후에 항생제 치료에 반응이 없으면 복강경 검사가 실시된다.
어떤 단일 검사도 골반 염증성 질환을 진단하기에는 적절한 감수성과 특이성이 없다. 미국의 대형 멀티 사이트 연구에 따르면 자궁 경부 운동의 압통이 최소 임상 적 기준으로 CDC 진단 기준의 감도를 83 %에서 95 %까지 증가시키는 것으로 나타났다. 그러나 수정 된 2002 CDC 기준조차도 준 임상 적 질병이있는 여성을 밝히지는 못한다.

## 예방
성병에 대한 정기적 성인 검사가 예방을 위해 권장된다. 골반 염증성 질환에 걸릴 위험은 다음과 같이 줄일 수 있다.
- 콘돔과 같은 장벽 방법 사용하기.
- 다른 명부 작성을 위한 인간적인 성적인 행동을 보이기.
- PID 증상이 나타나면 의료 조치를 취하기.[25]
- 호르몬 결합 피임약을 사용하면 경부 점막 플러그를 두껍게하여 PID의 가능성을 줄여서 생식기 하부에서 원인균의 상승을 예방할 수 있다.[25]
- 현재 또는 이전의 성 파트너가 성병이 있거나 성병에 감염되었을 가능성이 있다는 것을 알게 된 후 치료를 받는다.[25]
- 현재 파트너로부터 STI 기록을 얻고 성교하기 전에 검사를 받고 치료를 받도록 강력히 권장한다.[25]
- 자궁 경부가 닫히는 것을 보장하기 위해 임신 (출산, 유산, or 낙태)이 끝나거나 특정 부인과 수술을받은 후 질내 활동, 특히 성교를 피할 때 주의한다.[25]
- 성적 파트너의 수를 줄인다.[20]
- 성적인 일부일처제.[26]
- 금욕[25]

## 치료
심각 정도가 온화한 골반염을 앓는 여성에게는 비경구, 경구 치료가 효과적인 것으로 간주된다. 일반적인 식이요법에는 세폭시틴, 세포테탄 + 독시사이클린, 클린다마이신 + 겐타마이신을 포함할 수 있다.